# Medizinische Universität
Eine Medizinische Universität bzw. Medizinische Hochschule ist eine spezialisierte Hochschule, die sich in Forschung und Lehre auf das Medizinstudium und benachbarte Fächer der Medizin beschränkt. Anders als medizinische Fakultäten innerhalb größerer Universitäten sind Medizinische Universitäten unabhängig. Gemeinsam ist beiden jedoch, dass ihnen ein eigenes Universitätsklinikum angeschlossen sein kann.
Neben den medizinischen Universitäten, die sich auf die Humanmedizin spezialisieren, existieren auch Universitäten für Tiermedizin wie die Tierärztliche Hochschule Hannover, die älteste eigenständige tiermedizinische Bildungsstätte Deutschlands.

## Fächer
An den medizinischen Universitäten werden ebenso wie an den medizinischen Fakultäten die relevanten vorklinischen und klinischen Fächer gelehrt.

## Liste medizinischer Universitäten in Europa

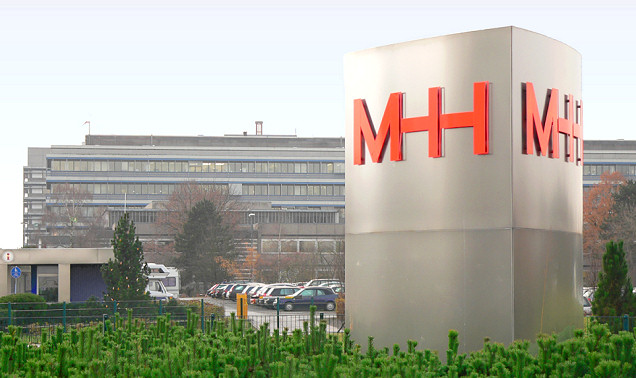
Werbepylon neben der Haupteinfahrt zur MHH

### Bulgarien
- Medizinische Universität Plewen
- Medizinische Universität Plowdiw
- Medizinische Universität Sofia
- Medizinische Universität Stara Sagora
- Medizinische Universität Warna

### Deutschland
- Medizinische Hochschule Hannover
- Medizinische Hochschule Brandenburg
- Eine Sonderstellung nimmt die Universität zu Lübeck ein, die aus einer Medizinischen Fakultät der Christian-Albrechts-Universität zu Kiel entstanden ist und neben der Humanmedizin einige wenige medizinisch-technische Studiengänge anbietet.
- Die MSH Medical School Hamburg bietet als private Universität neben der Humanmedizin (seit 2019) Studiengänge beispielsweise in den Bereichen Psychologie, Soziale Arbeit, Sportwissenschaften und Krankenhausmanagement an.
- Ebenfalls stark von der Medizin und ihren Nebenfächern geprägt ist die private Universität Witten/Herdecke, die allerdings auch Studiengänge wie Philosophie oder Wirtschaftswissenschaft anbietet.

### Lettland
- Stradiņš-Universität Riga

### Litauen
- Medizinische Universität Kaunas

### Österreich
- Karl Landsteiner Privatuniversität für Gesundheitswissenschaften Krems
- Medizinische Fakultät der Universität Linz
- Medizinische Universität Graz
- Medizinische Universität Innsbruck
- Medizinische Universität Wien
- Paracelsus Medizinische Privatuniversität Salzburg
- Sigmund Freud Privatuniversität Wien

### Polen
- Medizinische Universität Białystok
- Medizinische Universität Breslau
- Medizinische Universität Danzig
- Schlesische Medizinische Universität Katowice
- Medizinische Universität Łódź
- Medizinische Universität Lublin
- Medizinische Universität Posen (Karol Marcinkowski)
- Pommersche Medizinische Universität Stettin
- Warschauer Medizinische Universität

### Rumänien
- Universität für Medizin, Pharmazie, Naturwissenschaften und Technik Târgu Mureș
- Medizinische und Pharmazeutische Universität Carol Davila Bukarest
- Militärmedizinisches Institut Bukarest
- Universität für Medizin und Pharmazie Iuliu Hatieganu, Cluj-Napoca
- Universität für Medizin und Pharmazie Grigore T. Popa, Iași
- Medizinische und Pharmazeutische Universität Victor Babeș, Timișoara
- Universität für Medizin und Pharmazie Craiova

### Schweden
- Karolinska Institutet in Solna und Huddinge

### Slowakei
- Slowakische Medizinische Universität Bratislava

### Ungarn
- Semmelweis-Universität, Budapest

## Außerhalb Europas

### Vereinigte Staaten
Die erste auf dem späteren Staatsgebiet der Vereinigten Staaten gegründete Medical Schools war 1865 die Perelman School of Medicine der University of Pennsylvania. Heute existieren im ganzen Land etwa 179 Medizinschulen. Im Hochschulranking werden aufgrund ihrer herausragenden Forschungstätigkeit derzeit die Medizinschulen von Harvard, Johns Hopkins und Stanford am höchsten bewertet.
Medical Schools sind in den Vereinigten Staaten sogenannte Professional Schools, deren Besuch ein abgeschlossenes Bachelorstudium voraussetzt. Der Doktorgrad wird im Rahmen eines Berufsdoktorats verliehen, d. h. ohne Erstellung einer Dissertation. Viele Bewerber haben bis zum Eintritt in die Medical School ein PreMed-Fach wie z. B. Biologie studiert, verlangt wird dies jedoch nicht. Im grundständigen Studium wird ein Fach Medizin in den Vereinigten Staaten gar nicht angeboten.